# Свідниця
Сві́дниця (пол. Świdnica) — місто у південно-західній частині Польщі, належить до Нижньосілезького воєводства. Центр ґміни і Свідницького повіту. До адміністративної реформи 1999 року від 1975 р. місто входило до Валбжиського воєводства. Кількість населення 60 674 (2004). Місто розташовано біля підніжжя Судетських гір, на Свідницькій рівнині, на річці Бистшиця (Бистриця, пол. Bystrzyca).

## Назва
- Сві́дниця, або Сви́дниця (пол. Świdnica, МФА: [ɕfidˈɲitsa]) — сучасна польська назва, що походить від старопольської назви свидини, різновиду дерна[3]. Вперше зустрічається в латинській формі Svidnica у документах під 1070 роком[3]. Пізніше згадується в старопольських джерелах як Suidenicz (Свіденич; 1300)[4], Swidennicz (Свіденнич, 1310)[5], Swydenicz (Свиденич, 1342)[6]. Сучасна назва міста фіксується у польських джерелах з ХІХ ст.[7]. Затверджена адміністративно 7 травня 1946 року[8].
- Сілезька Свідниця (пол. Świdnica Śląska) — неофіційна популярна польська назва.
- Свідніце (чеськ. Svídnice) — чеська назва.
- Швайдніц, або Швейдніц (нім. Schweidnitz) — німецька назва з XV століття, що походить з польської[9].

## Історія
Свідниця стала містом у 1250 році. Спочатку належала до Вроцлавського князівства. До 1290 Свідниця вже мала стіни та шість воріт, розвинене виробництво, торгівлю. У 1290-1392 роках була столицею Свідницько-Явірського князівства. Наприкінці 14 століття місто потрапило під контроль Богемії, яка була тоді частиною Священної Римської Імперії. У 1471 році у Свідниці діяло 47 торговельних гільдій, близько 300 пивоварень, у місті відбувались великі ярмарки.
У 1526 році вся Сілезія, і Свідниця у тому числі, перейшла під пряму владу Габсбургів. Тридцятирічна війна (1618–1648) спустошила землі Сілезії, після чого відбулась Сілезька війна та інші. Під час Семирічної війни Свідницю займали то австрійські, то прусські війська, врешті Свідниця перейшла до Пруссії, а згодом до Німеччини. Після Другої Світової війни Свідниця належить Польщі, значно розбудовалась промисловість. У 1945-1990 великий промисловий вузол з добре розвинутими галузями: машинобудівною, транспортних засобів, електротехнічною, шкіряною, споживчою, радіотехнічною, вимірювальної техніки і сукняною.

## Свідниця сьогодні
Тепер промисловий центр (розвинуті галузі автомобільна, електротехнічна, машинобудівна і споживча), важливий культурний осередок, з єдиним в Польщі Музеєм Давніх Купців, а також з багатьма культурними центрами, будинок спорту і відпочинку. Є столицею повіту, важливий дорожній і залізничний вузол.
Свідницька Катедра — то найвищий в Нижній Сілезії (103 м) і четвертий в Польщі старий готичний костел, один з найголовніших пам'яток Свідниці. Костел засновано в XIV столітті на місці старого дерев'яного костелу, який згорів. Будівництво почалось у 1330 році і тривало понад 150 років.
- 2001 р. Церква миру у Свідниці була занесена у список Світової спадщини ЮНЕСКО.
- 4 жовтня 2003 Свідниця нагороджена титулом Столиці дитячих мрій.
- 25 березня 2004 є столицею Свідницької дієцезії.

## Населення
Демографічна структура станом на 31 березня 2011 року:
|          | Загалом | Допрацездатний вік | Працездатний вік | Постпрацездатний вік |
| -------- | ------- | ------------------ | ---------------- | -------------------- |
| Чоловіки | 28816   | 5040               | 20537            | 3239                 |
| Жінки    | 31621   | 4700               | 18743            | 8178                 |
| Разом    | 60437   | 9740               | 39280            | 11417                |

## Персоналії
- Штанцель Шольц (бл. 1520, Свідниця — 29 червня 1577, Львів) — львівський купець, самоврядовець, представник роду Шольців, бургомістр Львова[11].

## Галерея

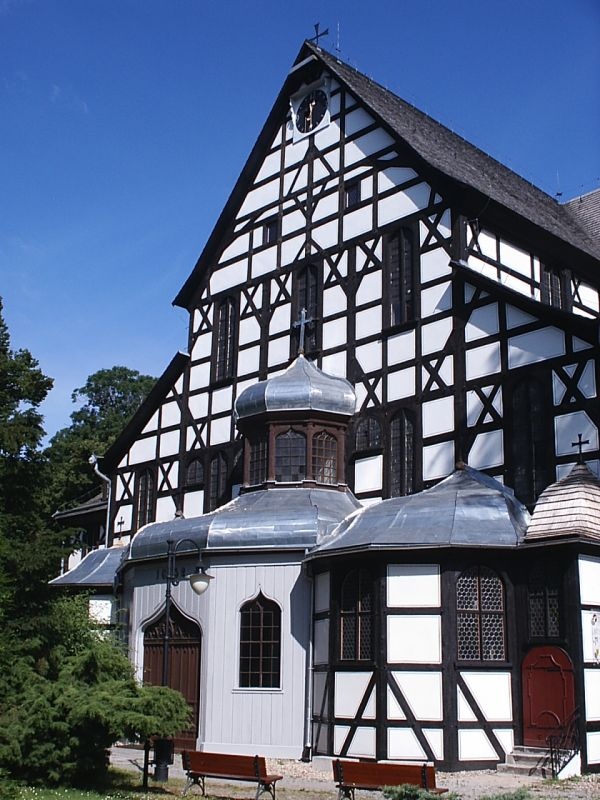
Церква миру у Свідниці
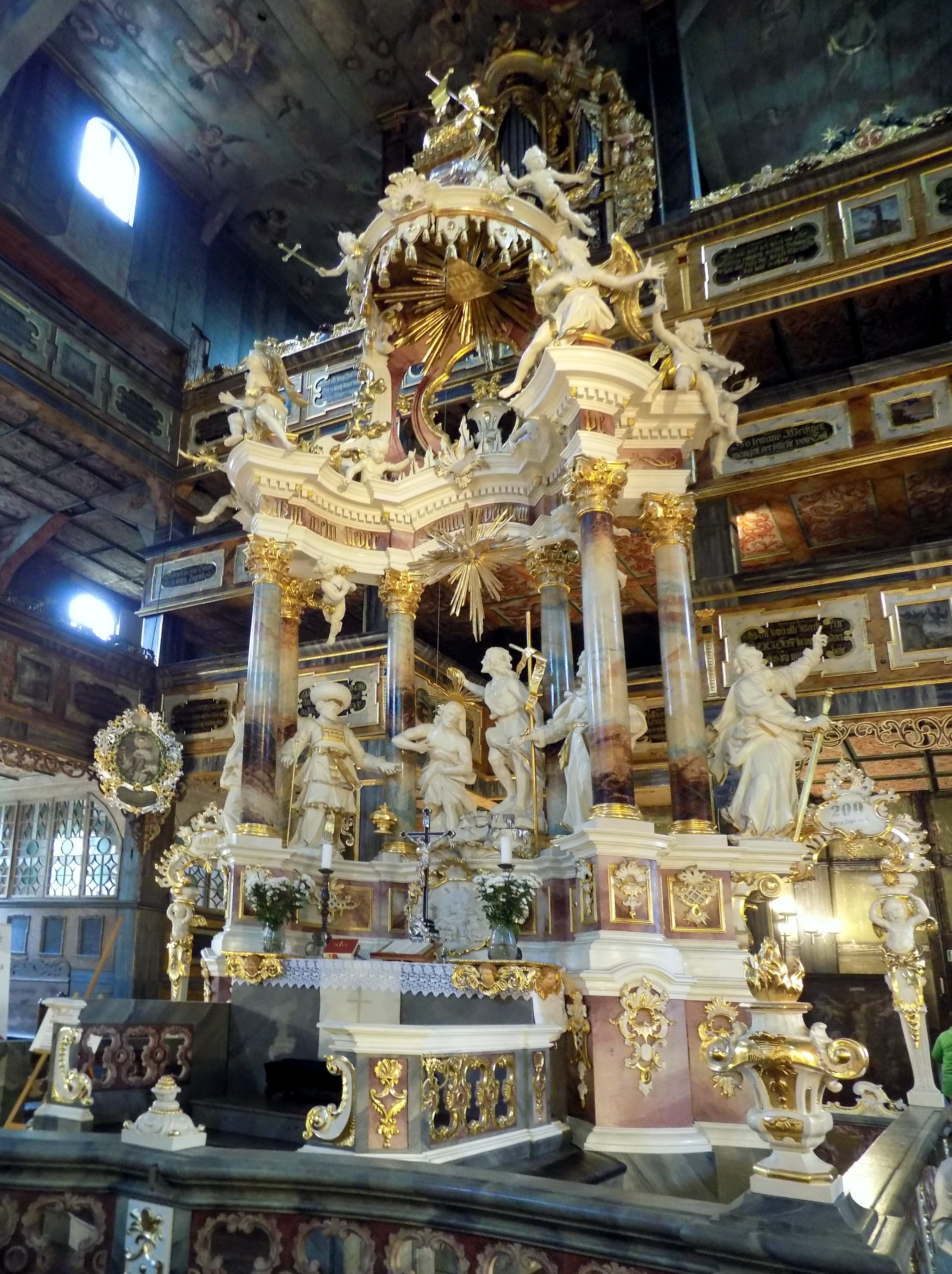
Церква миру у Свідниці, Головний вівтар
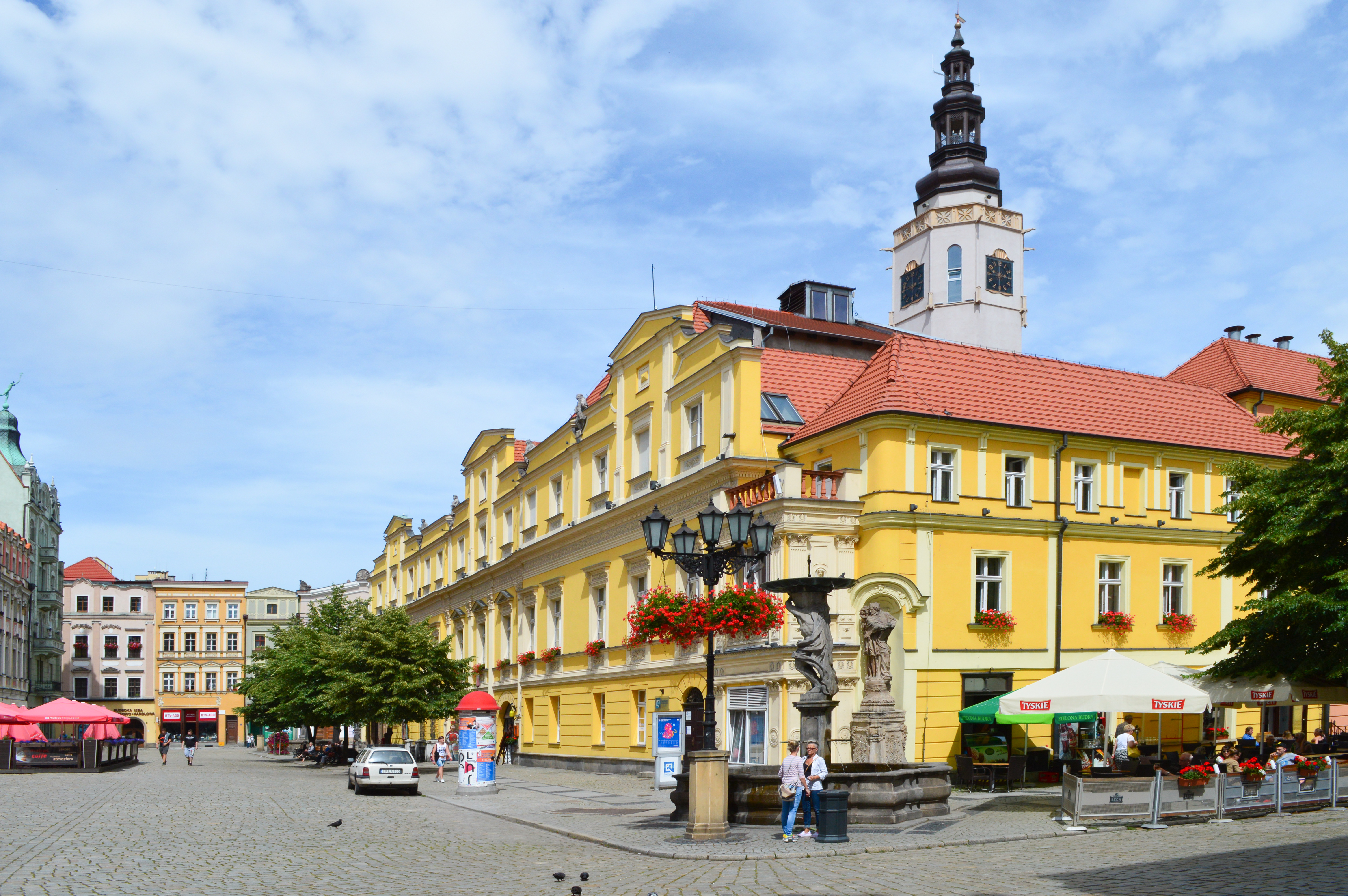
Ратуша на площі Ринок
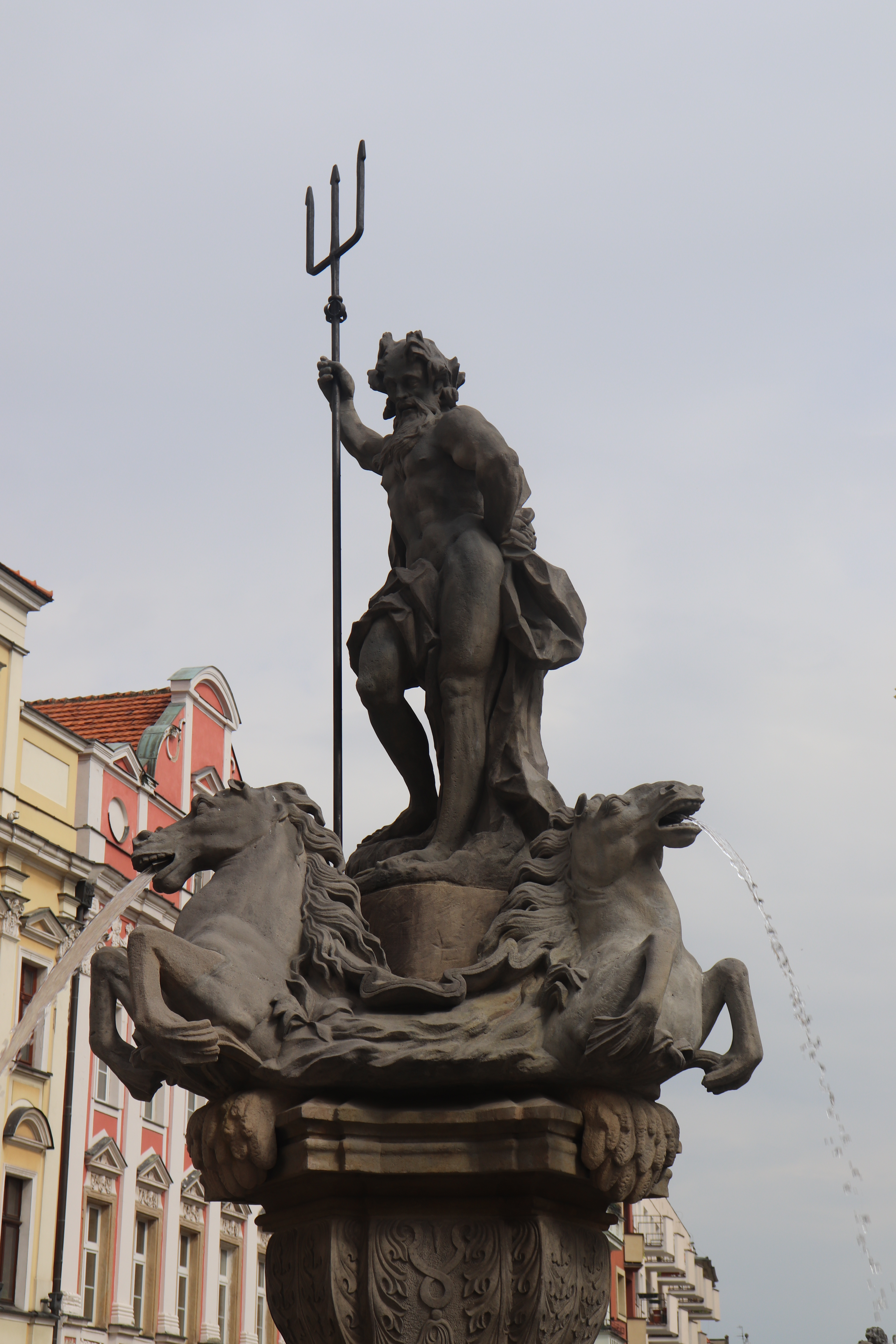
Фонтан із Нептуном
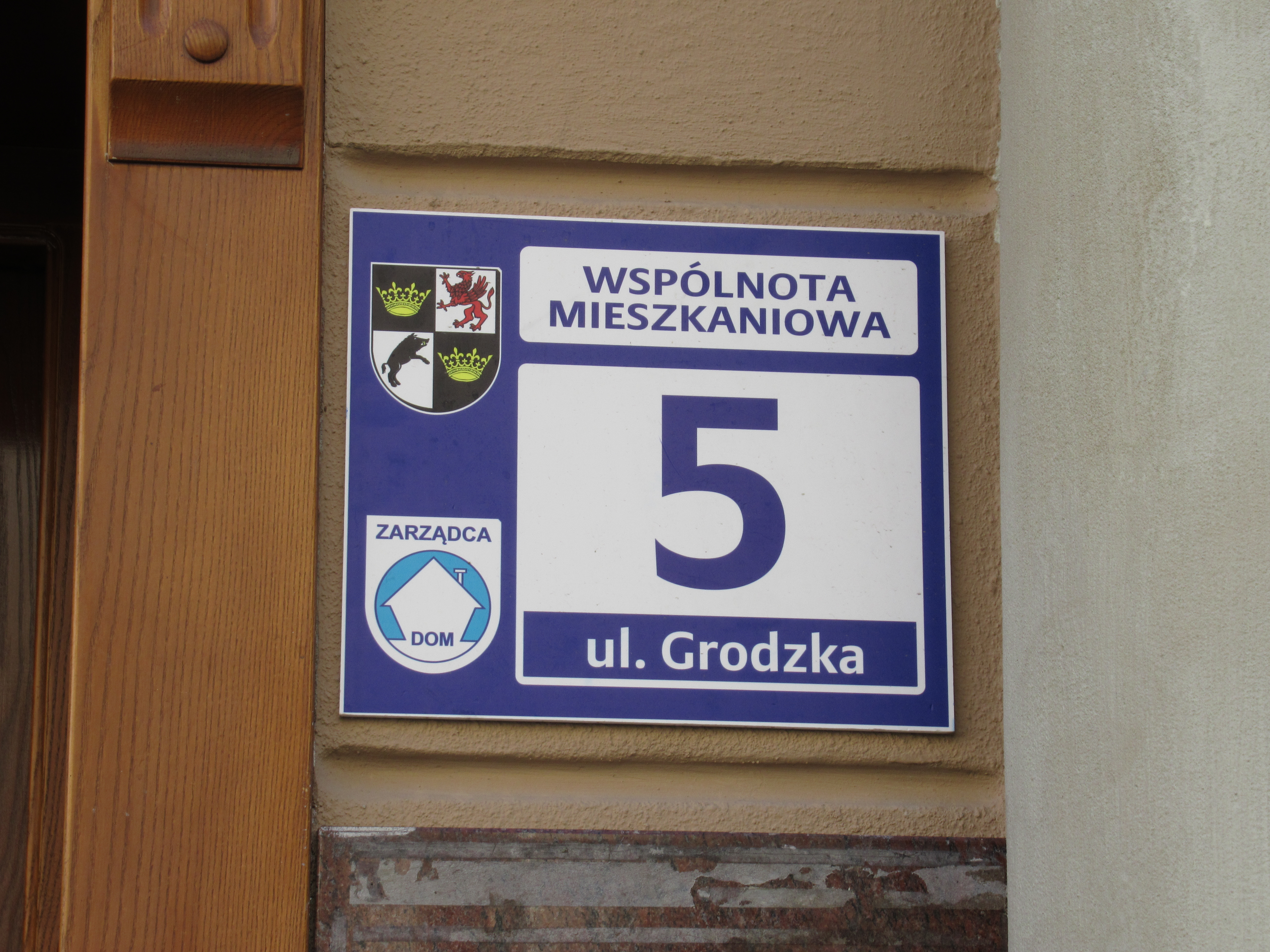
Номер будинку
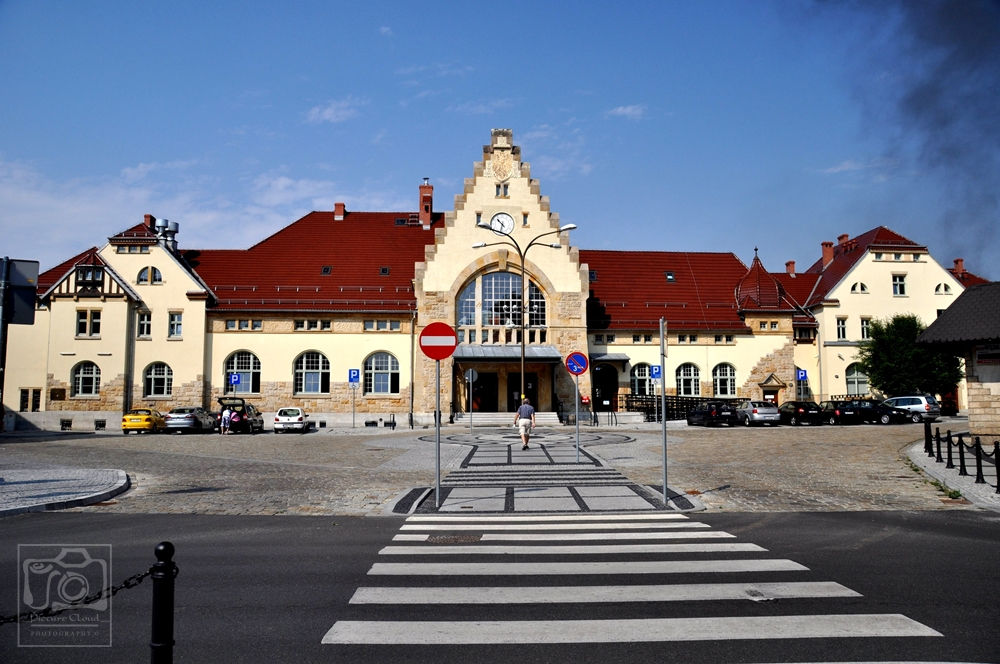
Вокзал
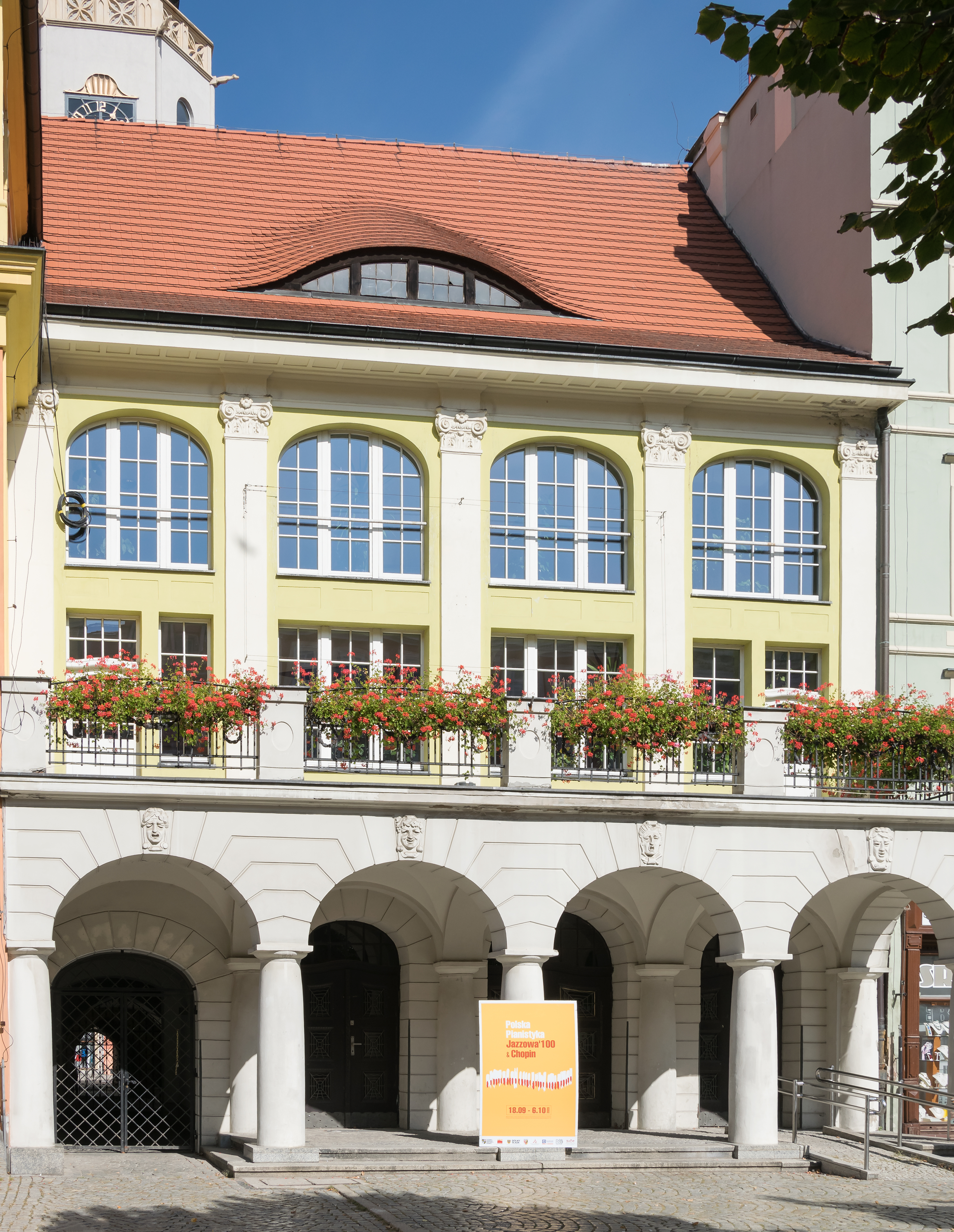
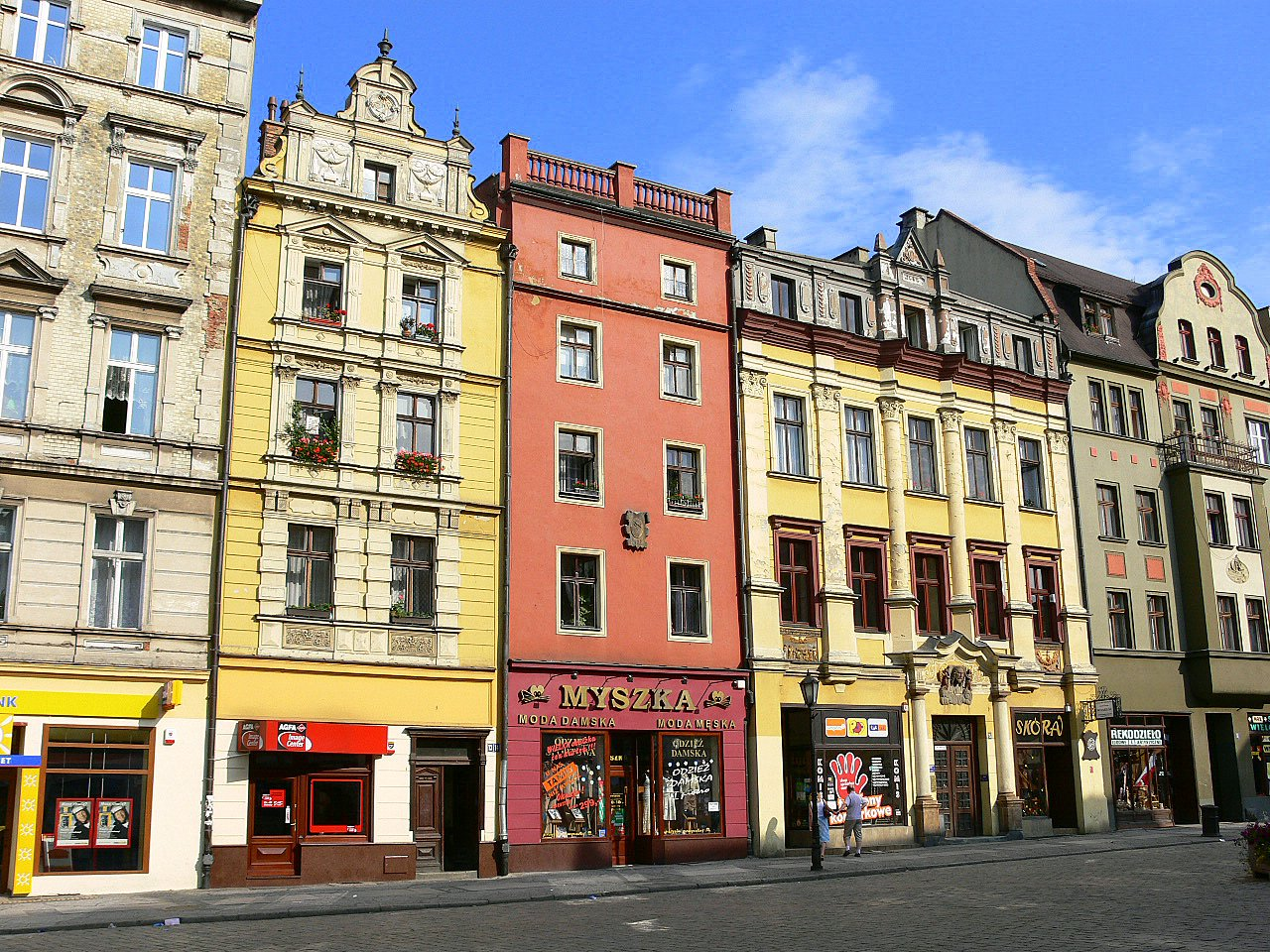
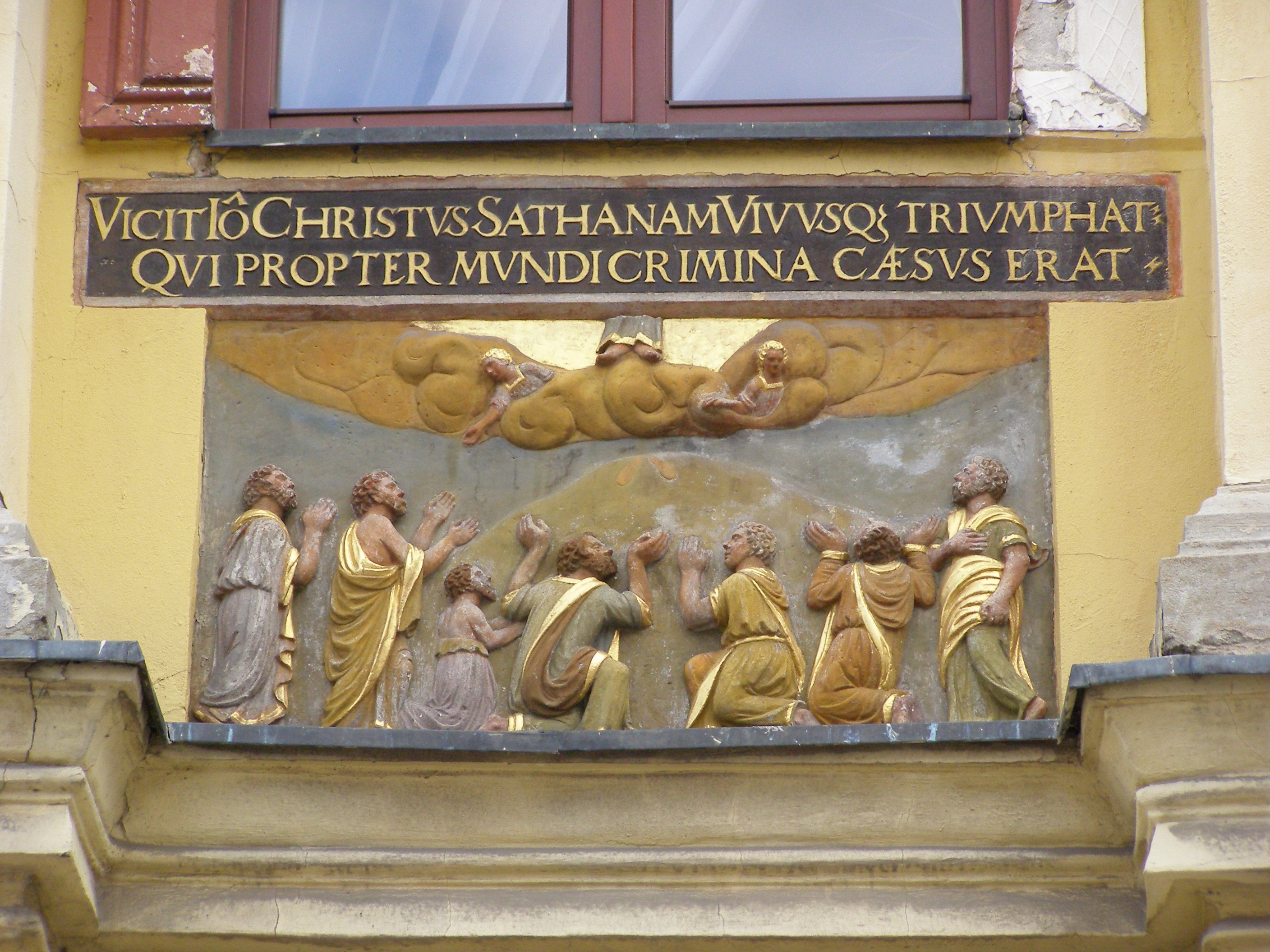
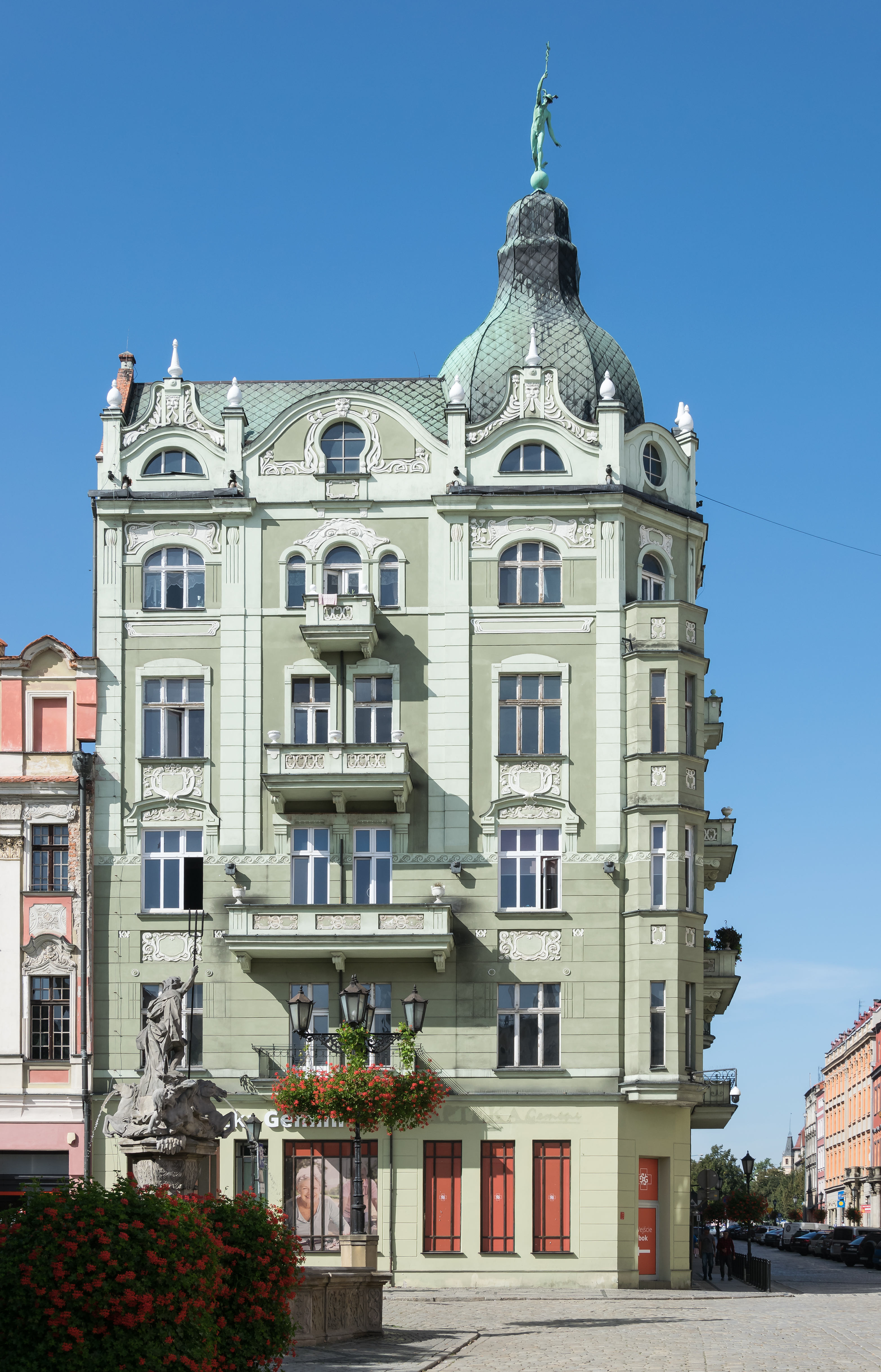
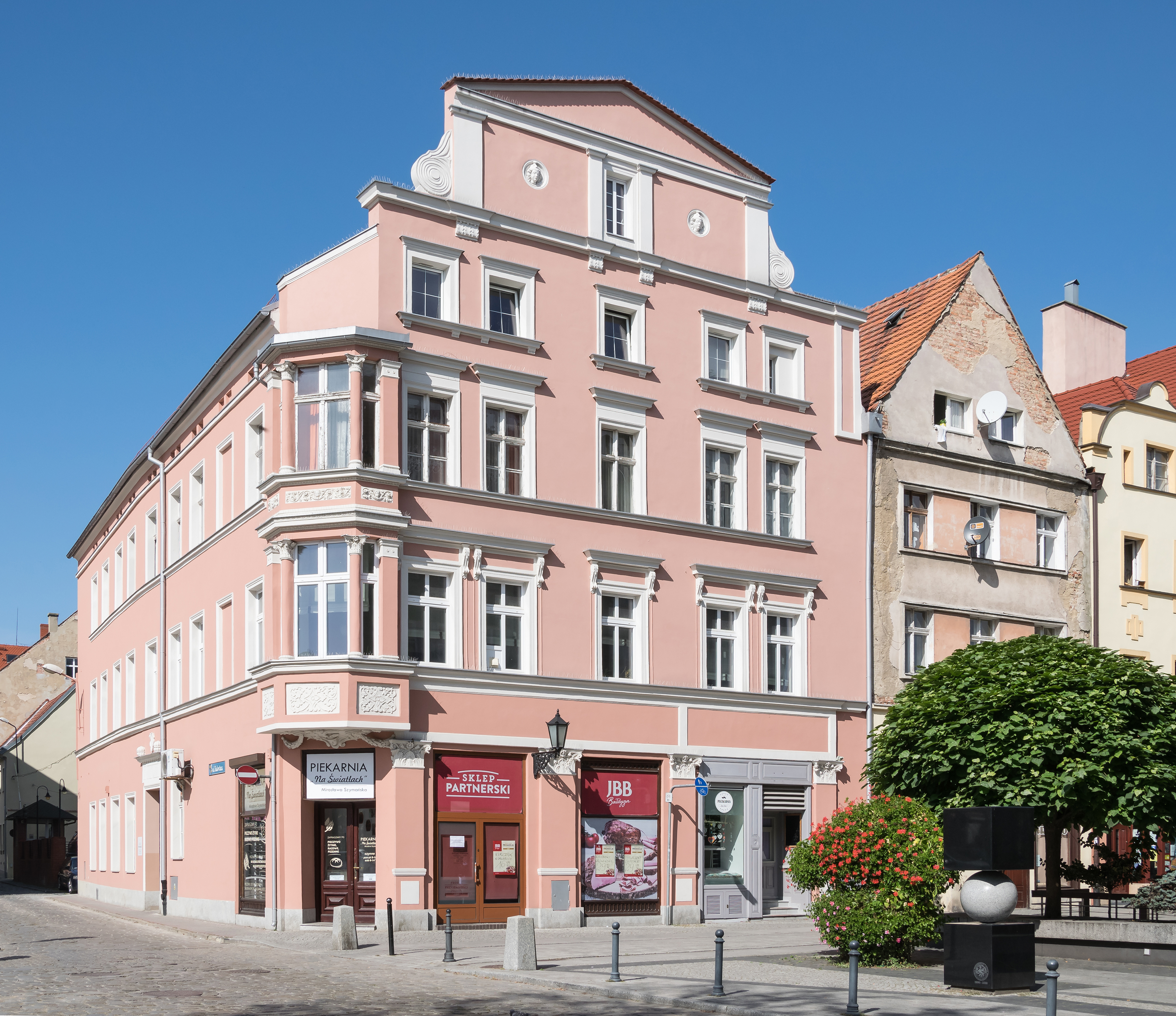
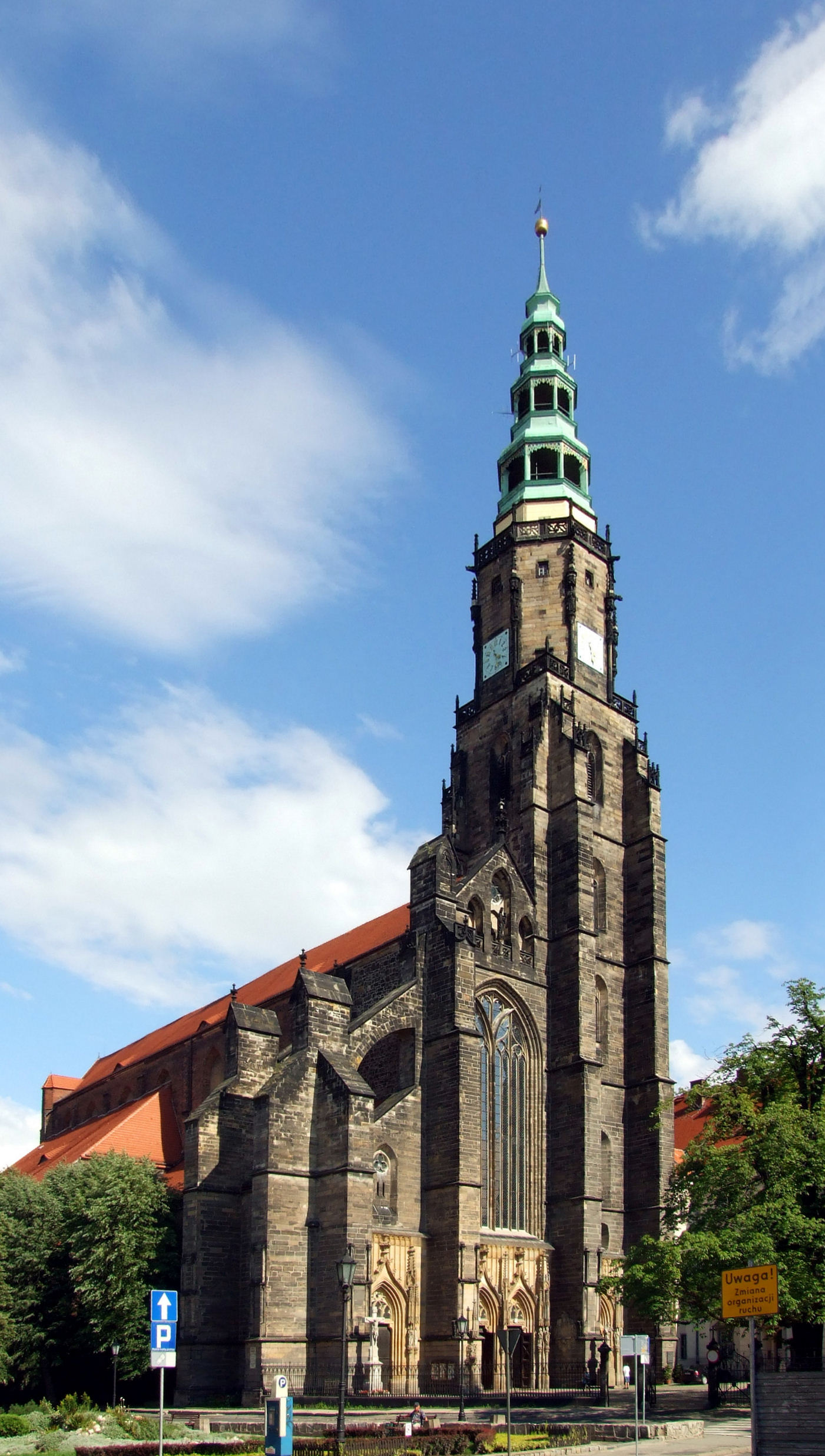
Свідницька катедра
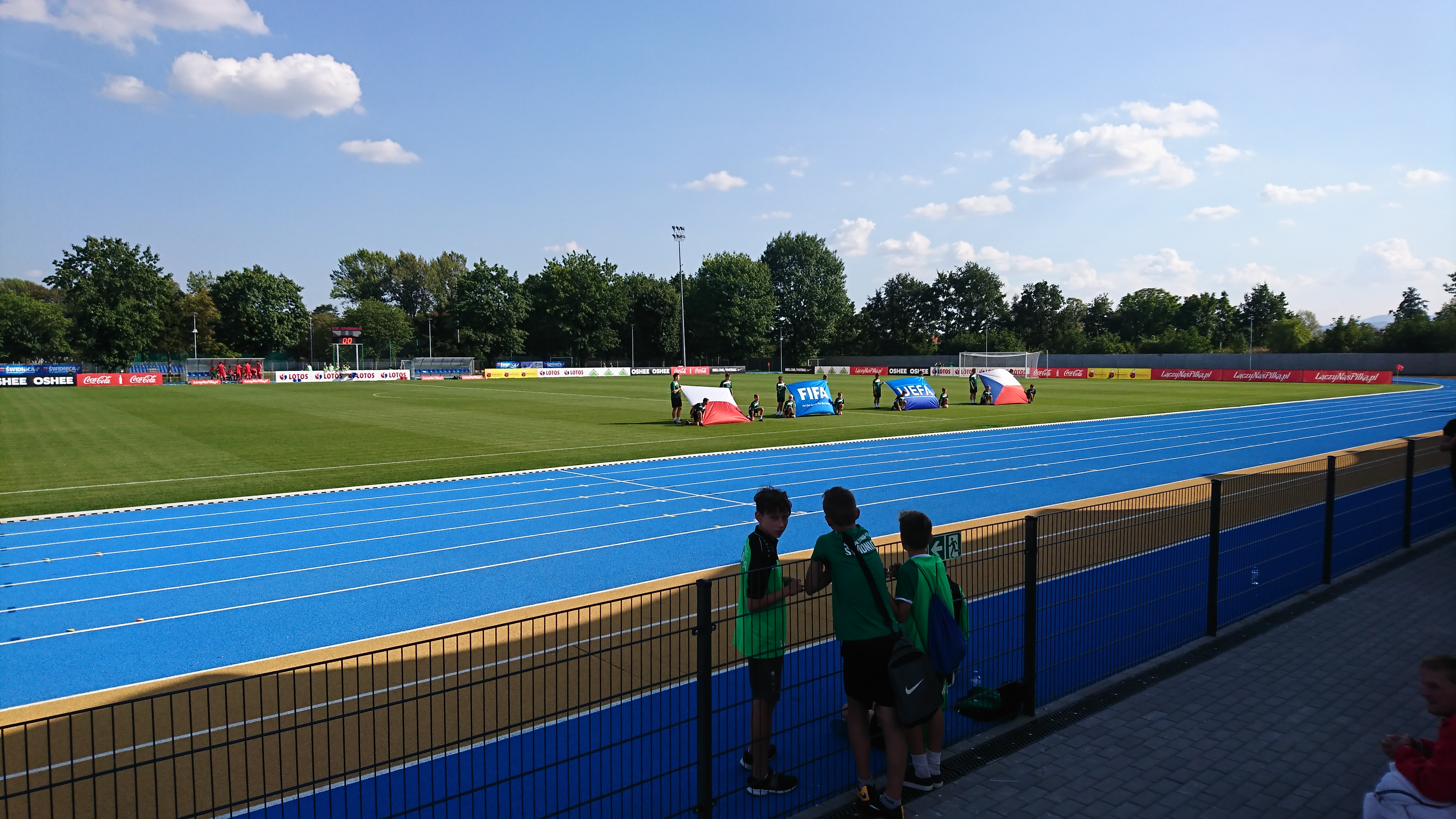
Міський стадіон
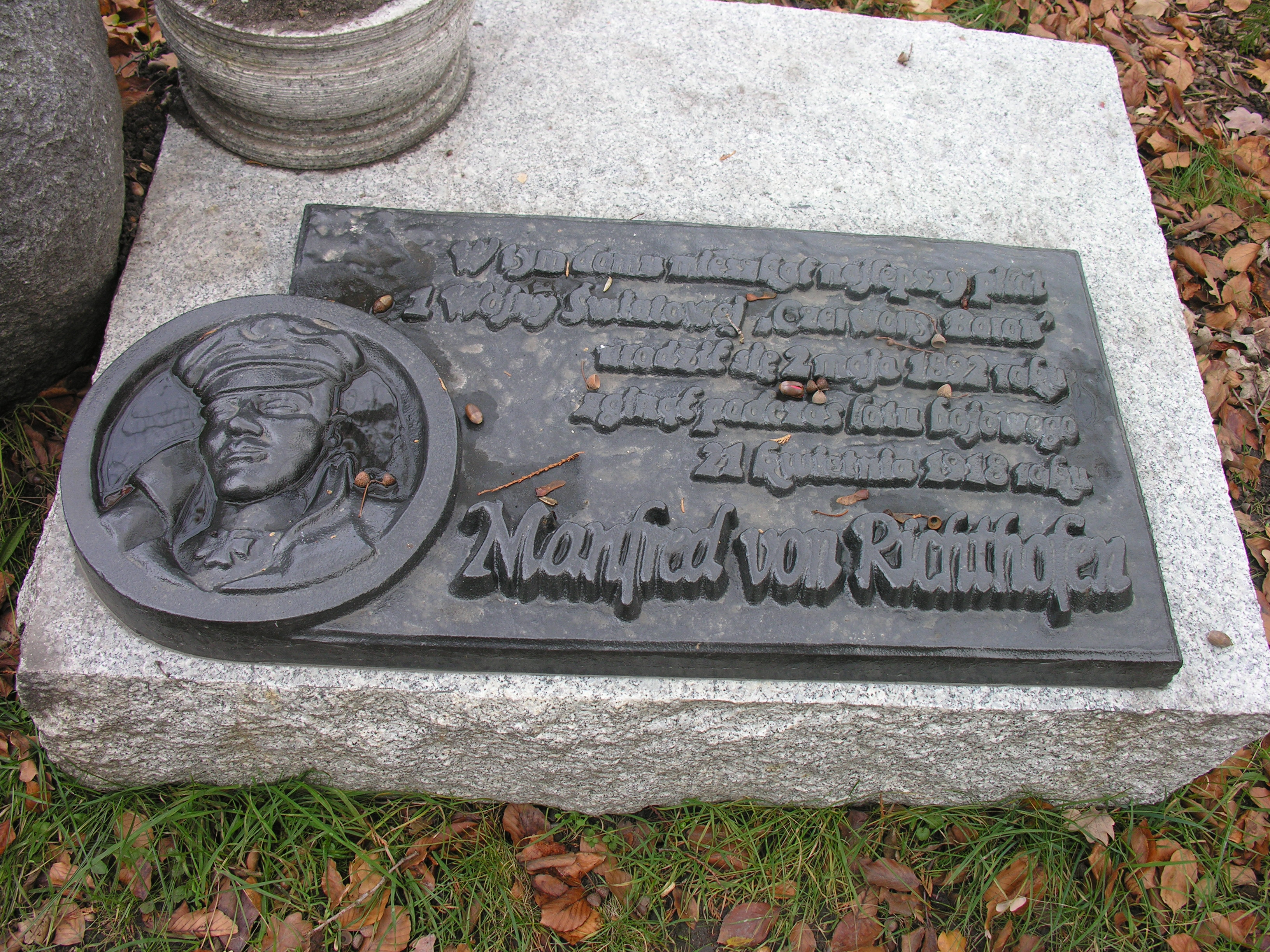
Пам'ятний знак на місці будинку, де жив Манфред фон Ріхтгофен

### Довідники
- Świdnica// Słownik geograficzny Królestwa Polskiego. — Warszawa, 1890. — T. IX. — S. 645—647. (пол.)